# Schwarze Milch
Schwarze Milch és una pel·lícula dramàtica alemanya-mongol del 2020 dirigida per Uisenma Borchu. Va ser seleccionada per projectar-se a la secció Panorama del 70è Festival Internacional de Cinema de Berlín.

## Trama
Dues germanes es retroben després de dècades de separació. De jove, Wessi es va traslladar a Alemanya, mentre que Ossi es va quedar a Mongòlia. El seu món es capgira quan Wessi torna al desert de Gobi. Fins i tot després de tots aquests anys el vincle entre ambdues germanes s'ha mantingut fort, però el xoc cultural està provocant tensió. Wessi de seguida vol participar plenament de la dura vida nòmada i admira les habilitats quotidianes d'Ossi. L'Ossi, en canvi, sembla aclaparada per l'actitud moderna de la Wessi davant la vida i encara està més inquieta quan s'adona que la seva germana s'està enamorant del veí madur. Wessi està desesperada pel seu amor i, com a rebel de la família, no li importen les tradicions amb les quals no va créixer. Comença una lluita per l'amor i el reconeixement.

## Repartiment
- Gunsmaa Tsogzol com a Ossi
- Uisenma Borchu com a Wessi
- Franz Rogowski com a Franz
- Terbish Demberel com a Terbish
- Borchu Bawaa com a Boro

## Recepció
| « | Una dona mongol desil·lusionada amb Occident torna a la seva terra natal per visitar la seva germana en el drama de les estepes alliberat sexualment d'Uisenma Borchu. | » |

Kaleem Aftab de Cineuropa va escriure a la Berlinale Panorama Review sobre 'Schwarze Milch' que Uisenma Borchu deconstrueix brillantment la seva vida a Alemanya, el domini del gènere masculí i l'acomiadament gairebé colonial del seu desig d'anar-hi. i visitar la seva germana a Mongòlia, un país que va deixar quan era petita. Aftab va dir que Schwarze Milch és una obra que confon les expectatives i dona una visió de les infinites influències que té Wessi. És una perspectiva única al cinema, però que serà reconeguda pels molts que se senten alterats per la seva herència, que tenen un peu cadascun en dos vaixells diferents que aparentment viatgen en direccions diferents. Sobre l'estil visual de la pel·lícula Aftab va escriure que la cinematografia de Sven Zellner captura l'ampli paisatge i la bellesa, però també ofereix una visió més fosca i crua d'una terra que sovint es fa romàntica a les pel·lícules. Deborah Young de The Hollywood Reporter va escriure que el treball tecnològic de 'Schwarze Milch' és càlid i modern, començant amb el canvi del DP Sven Zellner entre les vistes a l'aire lliure i el somni. la intimitat de les dones a l'interior i en les seves fantasies. L'ús de talls de salt lleugers accelera les coses molt bé.

## Premis
Menció especial de la secció oficial a la VIII edició de l'Asian Film Festival Barcelona.